# When All Is Said and Done (песня)
«When All Is Said and Done» (с англ. — «Когда все сказано и сделано») — песня, записанная в 1981 году шведской группой ABBA. Песня вошла в восьмой студийный альбом коллектива The Visitors. Как сингл песня была выпущена в декабре 1981 года в Северной Америке. Ведущий вокал исполнила Анни-Фрид Лингстад.

## Песня
Как известно, группа ABBA состояла из двух семейных пар, впоследствии разошедшихся. Подобно песне 1980 года, «The Winner Takes It All», объяснившей распад одной из пар (Бьорн Ульвеус и Агнета Фельтског), «When All Is Said and Done» посвящена разладу между Анни-Фрид Лингстад и Бенни Андерссоном.
Написанная в период эмоционального беспорядка, песня, по заверению Ульвеуса, не впитывала в себя обстоятельства, связанные с недавним разводом Бенни и Фриды, хотя данный факт абсолютно очевиден. К тому же известно, что Бьорн попросил разрешения у Андерссона и Лингстад, прежде чем группа приступила к работе над треком. Когда в марте 1981 года началась запись песни, с момента их разрыва прошёл всего лишь месяц.
В песню «When All Is Said and Done» Фрида вложила всю боль и разочарование, не только свою, но и всех тех, кто так или иначе был связан с разрывом. Фонограмма полностью преобразилась после того, как Анни-Фрид исполнила свою партию со всем присущим ей мастерством и эмоциональностью. Как позднее вспоминала сама Лингстад: «Вся моя грусть была воплощена в этой песне».
ABBA также записали испаноязычную версию песни «When All Is Said and Done», «No Hay A Quien Culpar», которая была выпущена как сингл в Мексике и некоторых других латиноамериканских странах и заметно отличалась от англоязычной (среди прочего, обложкой). Текст песни и заглавие («Некого винить») были написаны Buddy и Mary McCluskey. Трек был подвергнут определённым изменениям, что сделало песню «мягче» для восприятия.

## Коммерческий приём
«When All Is Said and Done» достиг умеренного успеха в США, достигнув 27 строчки в чарте Billboard Hot 100 и став последним хитом ABBA, попавшим в топ-40 на заокеанском рынке. В чарте Adult Contemporary песня достигла десятой позиции и стала восьмым и последним топ-10-хитом.

## Чарты
| Чарт (1982)                        | Высшая позиция |
| ---------------------------------- | -------------- |
| Австралия (Kent Music Report)      | 81             |
| Канада (RPM Adult Contemporary)    | 4              |
| США (Billboard Adult Contemporary) | 10             |
| США (Billboard Dance Club Songs)   | 8              |
| США (Billboard Hot 100)            | 27             |

## Другие версии

### Версия изMamma Mia!
Песня включена в мюзикл Mamma Mia!, где она исполняется в значительно изменённой версии.

### Кавер-версии
- Британская исполнительница Hazell Dean записала танцевальную версию песни «When All Is Said & Done» для её альбома 1996 года The Winner Takes It All: Hazell Dean Sings Abba.